# Троїцький сільський округ (Зерендинський район)
Тро́їцький сільський округ (каз. Троицкое ауылдық округі, рос. Троицкий сельский округ) — адміністративна одиниця у складі Зерендинського району Акмолинської області Казахстану. Адміністративний центр — село Троїцьке.
Населення — 1005 осіб (2021; 1488 у 2009, 1792 у 1999, 1911 у 1989).
Станом на 1989 рік існувала Ленінська сільська рада (села Єрмаковка, Карсак, Новоєфремока, Троїцьке, Ульгілі), села Кеноткель та Кошкарбай перебували у складі Зерендинської сільської ради. Село Новоєфремовка було ліквідоване 2006 року. Село Ульгілі було передане до складу Байтерецького сільського округу, а 2009 року до того ж округ було передане село Єрмаковка. Одночасно до складу Троїцького округу було включене село Кошкарбай Зерендинського сільського округу.

## Склад
До складу округу входять такі населені пункти:
| Населений пункт     | Населення, осіб (1989) | Населення, осіб (1999) | Населення, осіб (2009) | Населення, осіб (2021) |
| ------------------- | ---------------------- | ---------------------- | ---------------------- | ---------------------- |
| Карсак, село        | 267                    | 258                    | 196                    | 159                    |
| Кеноткель, село     | 321                    | 364                    | 306                    | 217                    |
| Кошкарбай, село     | 67                     | 210                    | 207                    | 134                    |
| Новоєфремовка, село | 87                     | 25                     | -                      | -                      |
| Троїцьке, село      | 1169                   | 808                    | 693                    | 495                    |